# محافظات جزر سليمان

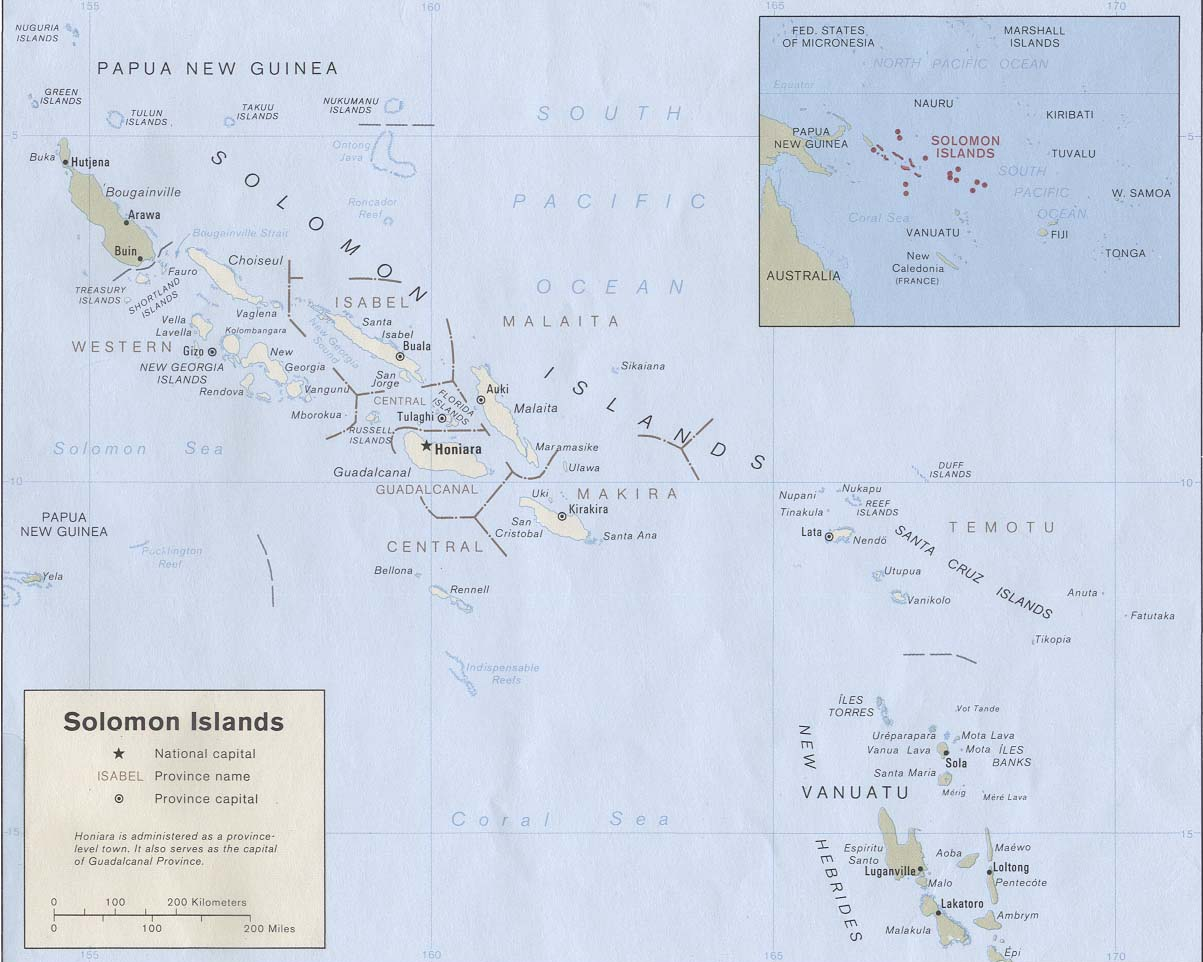

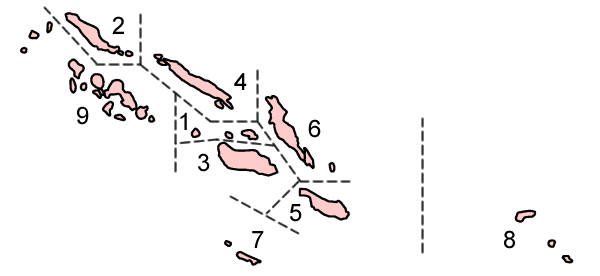
محافظات جزر سليمان، الأرقام حسب ترتيب الأحرف الأنجليزية.

جزر سليمان تنقسم إلى 9 محافظات (provinces) في المستوى الإداري الأول. تقع العاصمة هونيارا في جزيرة جوادالكانال وهي لا تقع ضمن المحافظات وتحكم مفصلةً وتسمى منطقة العاصمة.

## التاريخ
عندما كانت الدولة تحت حماية المملكة المتحدة، كانت الدولة مقسمة إلى 12 ضاحية إدارية وهي : تشويسيول (Choiseul)، و سليمان الشرقية، و غيزو، و جوادالكانال (Guadalcanal)، و لورد هاو، و ملايتا، و نغيلا وسافو، و جزر رينيل وبيلونا، و سانتا كروز، و شورتلاندز، و سيكايانا (ستيوارت)، و يسابل وكاب مارش. وكانت العاصمة تولاغي (Tulagi) .
بعد الحرب العالمية الثانية تم إعادة تنظيمها إلى أربع ضواحي وهي: الوسطى، و الغربية، و الشرقية، ومالالايتا. وتنقسم هذه الضواحي إلى مجالس. وتم نقل العاصمة إلى هونيارا. وورثت الدولة هذا التقسيم بعد الاستقلال في عام 1978.
في عام 1981 تم إعادة تنظيم الدولة إلى 7 محافظات بتقسيم بعض الضواحي. الوسطى أنقسمت إلى المحافظة الوسطى و محافظة جوادالكانال و محافظة إزابيل. الضاحية الشرقية إنقسمت إلى محافظة ماكيرا و محافظة تيموتو. وتم تحويل الضواحي الغربية و مالالايتا إلى محافظات. وكان هذه المحافظات تمثل ما يقابلها من مجالس الضواحي السابقة قبل عام 1981.
في عام 1983 تم فصل هونيارا من محافظة جوادالكانال وأصبحت منطقة عاصمة منفصلة. واستمر اعتبار المدينة كعاصمة لمحافظة جوادالكانال.
في عام 1995 أنشأت محافظة تشويسيول من جزء من المحافظة الغربية و محافظة رينيل و بيلونا أنشأت من جزء من المحافظة الوسطى لتصبح المحافظات التسع الحالية.

## تعداد السكان
بيانات إحصاء تعداد السكان من إحصاء عام 1999. أظهر تعداد السكان 2009 من التي يقدم مكتب الإحصاء الوطني لجزر سليمان، أظهر أن التعداد قد زات في العقود السابقة في أغلب المحافظات خاصة المحافظات الحضرية.
الأعداد لمحافظة جوادالكانال لا تشمل منطقة العاصمة هونيارا. ولو أنه تم شمل هذه الأعداد لأصبح تعداد المحافظة 109,382 نسمة في عام 1999 عندما كانت المحافظة ثاني أكبر محافظة. وفي عام 2009 يصبح تعداد السكان شاملاً العاصمة والمحافظة 157,745 نسمة مما يجعلها أكبر محافظة بتعداد السكان. 

## المحافظات
| م | المحافظة                                    | العاصمة                | المساحة (كم²) | تعداد السكان إحصاء 1999 | الكثافة كم² (2009) | تعداد الكسان إحصاء 2009 |
| - | ------------------------------------------- | ---------------------- | ------------- | ----------------------- | ------------------ | ----------------------- |
| 1 | المحافظة الوسطى · Central                   | تولاغي Tulagi          | 615           | 21,577                  | 42.4               | 26,051                  |
| 2 | محافظة تشويسيول · Choiseul                  | جزيرة تارو Taro Island | 3,837         | 20,008                  | 6.9                | 26,371                  |
| 3 | محافظة جوادالكانال · Guadalcanal            | هونيارا                | 5,336         | 60,275                  | 17.5               | 93,613                  |
| 4 | محافظة إزابيل · Isabel                      | بوالا Buala            | 4,136         | 20,421                  | 6.3                | 26,158                  |
| 5 | محافظة ماكيرا أولاوا · Makira-Ulawa         | كيراكيرا Kirakira      | 3,188         | 31,006                  | 12.7               | 40,419                  |
| 6 | محافظة مالايتا · Malaita                    | أوكي Auki              | 4,225         | 122,620                 | 32.6               | 137,596                 |
| 7 | محافظة رينيل و بيلونا · Rennell and Bellona | تيغوا Tigoa            | 671           | 2,377                   | 4.5                | 3,041                   |
| 8 | محافظة تيموتو · Temotu                      | لاتا Lata              | 895           | 18,912                  | 23.9               | 21,362                  |
| 9 | المحافظة الغربية · Western                  | غيزو Gizo              | 5,475         | 62,739                  | 14.0               | 76,649                  |
| - | منطقة العاصمة                               | هونيارا                | 22            | 49,107                  | 2,936.8            | 64,609                  |
| - | جزر سليمان                                  | هونيارا                | 28,400        | 409,042                 | 14.7               | 515,870                 |

[1] تم إستثناء تعداد منطقة العاصمة.